# シン・ユリ
シン・ユリ（韓国語: 심유리, ラテン文字転写: Yu Ri Shim、1994年5月13日 - ）は、韓国の女性総合格闘家。TEAM GENIUS所属。第2代ROAD FC女子アトム級王者。シム・ユリとも表記される。

## 来歴
軍人になるために武術やキックボクシングを始め、プロ格闘家を目指すようになる。2015年からアマチュア大会に出場。
2017年3月にROAD FCで総合格闘家としてプロデビュー。同年12月にはGRACHANに出場し、沙弥子に判定負け。
2021年9月4日、ROAD FC 59で行われた女子アトム級タイトルマッチでパク・ジョンウンと対戦し、判定勝ち。第2代ROAD FC女子アトム級王者となった。一方で、練習中に負った怪我と資金不足のため、以降2年半ほど活動休止。生活苦に陥ったことから2024年に格闘家を引退することを検討していたが、RIZINから出場依頼を受けて格闘技の継続を決める。RIZINについては、「ずっと前から知っていて死ぬ前にでたいと思っていた舞台だったので、すごくうれしかった」と話している。
2023年12月31日に開催されたRIZIN.45でRIZINへの出場およびRENAとの対戦が発表され、日韓美女対決として話題となる。RENAについては「子供の頃から見ていて尊敬しているので、対戦発表のリングで並んだときは芸能人に会ったような気持ちになりました」と語っている。2024年3月23日に開催されたRIZIN LANDMARK 9でRENAと対戦し、0-3の判定負け。
2024年11月17日に開催されたRIZIN LANDMARK 10で浜崎朱加と対戦し、2Rにアームロックで一本負け。
2025年5月31日に開催されたRIZIN WORLD SERIES in KOREAでケイト・ロータスと対戦し、0-3の判定負け。

## 戦績

### 総合格闘技
| 総合格闘技 戦績 | 総合格闘技 戦績 | 総合格闘技 戦績 | 総合格闘技 戦績 | 総合格闘技 戦績 | 総合格闘技 戦績 | 総合格闘技 戦績 |
| --------------- | --------------- | --------------- | --------------- | --------------- | --------------- | --------------- |
| 12 試合         | (T)KO           | 一本            | 判定            | その他          | 引き分け        | 無効試合        |
| 6 勝            | 2               | 1               | 3               | 0               | 0               | 0               |
| 6 敗            | 1               | 1               | 4               | 0               | 0               | 0               |

| 勝敗 | 対戦相手         | 試合結果                       | 大会名                                           | 開催年月日     |
| ×    | ケイト・ロータス | 5分3R終了 判定0-3              | RIZIN WORLD SERIES in KOREA                      | 2025年5月31日  |
| ×    | 浜崎朱加         | 2R 1:15 アームロック           | RIZIN LANDMARK 10                                | 2024年11月17日 |
| ×    | RENA             | 5分3R終了 判定0-3              | RIZIN LANDMARK 9                                 | 2024年3月23日  |
| ○    | パク・ジョンウン | 5分3R終了 判定2-1              | ROAD FC 59 【ROAD FC女子アトム級タイトルマッチ】 | 2021年9月4日   |
| ×    | パク・ジョンウン | 2R 1:09 TKO（パウンド）        | ROAD FC 57                                       | 2019年12月14日 |
| ○    | シ・ミング       | 2R 4:08 TKO（膝蹴り）          | ROAD FC 51                                       | 2018年12月15日 |
| ○    | イム・ソヒ       | 5分2R終了 判定3-0              | ROAD FC 50                                       | 2018年11月3日  |
| ○    | ERIKA            | 1R 4:24 TKO（パウンド）        | WARDOG Cage Fight 16 x GRACHAN 33                | 2018年1月28日  |
| ×    | 沙弥子           | 5分2R終了 判定0-3              | GRACHAN 32                                       | 2017年12月9日  |
| ×    | ホン・ユンハ     | 5分2R終了 判定0-3              | ROAD FC 43                                       | 2017年10月28日 |
| ○    | ベク・ヒョンジュ | 2R 1:15 リアネイキッドチョーク | ROAD FC 41                                       | 2017年8月12日  |
| ○    | 原田志保         | 5分2R終了 判定3-0              | ROAD FC 37                                       | 2017年3月11日  |

## 獲得タイトル
- 第2代ROAD FC女子アトム級王座（2021年）

### 試合映像
1. ↑  『【試合映像】RENA vs. シン・ユリ/ RENA vs. Yu Ri Shim - RIZIN LANDMARK9 in KOBE』RIZIN公式YouTubeチャンネル、2024年。

### 補足映像
1. ↑  『【番組】RIZIN CONFESSIONS #146（※番組内で試合映像。シン・ユリとRENAによる試合振り返りドキュメンタリー番組）』RIZIN公式YouTubeチャンネル、2024年。
2. ↑  『【番組】RIZIN CONFESSIONS #165（※番組内で試合映像＆浜崎朱加とシン・ユリによる試合振り返りドキュメンタリー番組）』RIZIN公式YouTubeチャンネル、2024年。